# خالد بن عبد الله بن عبد الرحمن آل سعود
صاحب السمو الأمير خالد بن عبدالله بن عبدالرحمن بن فيصل بن تركي بن عبدالله بن محمد بن سعود بن محمد آل سعود (1937م - 13 يناير 2021م)، أمير سعودي، المُلقب بأمير الفروسية، وهو ابن أخ جلالة الملك عبدالعزيز بن عبدالرحمن الفيصل آل سعود وزوج ابنته الأميرة الجوهرة بنت عبدالعزيز، (1937م - 2021م)، ولد سمو الأمير خالد في مدينة الطائف عام 1937م. ودرس التاريخ في الرياض والولايات المتحدة الأمريكية، عمل فترة في وزارة الخارجية، ليتجه فيما بعد للعمل الحر في مجال التجارة، إذ كان رئيس مجلس إدارة شركة موارد القابضة. ومالك مجموعة شبكة أوربت الإعلامية قبل انضمامها إلى شوتايم أرابيا لتصبح شبكة أوربت شوتايم (OSN).
كما كان سموه -يرحمه الله- رئيس ومدير شركة أميانتيت العربية السعودية المشارك حتى 8 فبراير 2009م. وشغل منصب رئيس مجلس إدارة الشركة الكيميائية السعودية حتى 8 فبراير 2009م، التي تأسست في عام 1968م ويقع مقرها الرئيسي في مدينة الدمام وتختص في تصنيع وبيع مختلف أنواع الأنابيب والمنتجات المتعلقة بالهندسة.

## مزرعة جودمونت العالمية في المملكة المتحدة

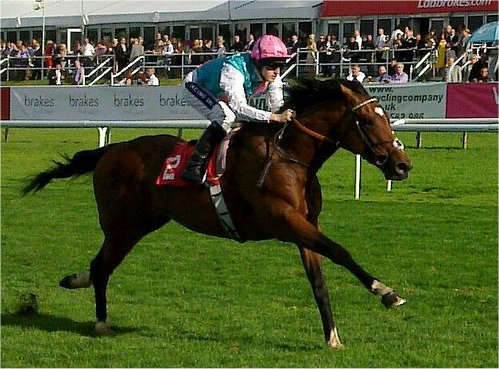
الجواد فرانكل المملوك لسمو الأمير خالد بن عبدالله -رحمه الله- أثناء إحدى السباقات

ألوان السباق للأمير خالد

يُعد صاحب السمو الأمير خالد بن عبدالله من أعرق مُلاّك الخيل في العالم ويمتلك عدة مزارع في أوروبا وأمريكا وهو مؤسس ومالك إمبراطورية مزرعة جودمونت لإنتاج الخيول العالمية ويشارك باستمرار في البطولات الدولية وحققت جياده على مدار أكثر من ثلاثين عامًا إنجازات متواصلة على المضامير الأوربية والأمريكية ويعد أفضل منتج في أوروبا ويتسابق ملاك الخيل على اقتناء إنتاج مزرعته من الخيول نظرا لما تملكه من سلالات قل أن تجد لها مثيلا في العالم. وحازت إسطبلات جودمونت فارم على ما يقارب 75٪ من بطولات أكبر سباقات العالم في العام 2010 الموافق للعام 1432.
وفاز حصانه (وورك فورس) البالغ من العمر ثلاث سنوات بلقب أفضل حصان في أوروبا لعام 2010م عقب إحرازه المركز الأول في أكبر سباقات بريطانيا وفرنسا. كما نال حصان الأمير خالد فرانكل  لقب أحسن حصان في القارة الأوروبية لعمر السنتين وفاز الحصان (ترنكو تايقر) بجائزة أحسن حصان على مستوى أوروبا لجميع أنواع الأجواء - الممطرة وغير الممطرة - لفئة الأربع سنوات فما فوق.
مزارع جودمونت حصلت على لقب أفضل مزارع في العالم لعام 2010م ومن المعروف أن جميع الخيول الخاصة بالأمير خالد من إنتاج مزارعه إذ يملك أشهر وأفضل الفحول في العالم.

## الثروة الشخصية
في عام 1990 قدرت ثروة الأمير خالد من قبل مجلة فورتشن ب 1.0 مليار دولار.

## العائلة
- الأب هو الأمير عبد الله بن عبد الرحمن بن فيصل آل سعود
- الأم هي الأميرة نورة بنت فهد آل مهنا أبا الخيل

### الأخوة
- الأمير عبد الرحمن بن عبد الله بن عبد الرحمن آل سعود.[7]
- الأمير أحمد بن عبد الله بن عبد الرحمن آل سعود[8]
- الأمير الشاعر فواز بن عبد الله بن عبد الرحمن آل سعود.[7] له من الأبناء فيصل وسعود ومنيره ونوف وعبير وأمل. وله كريمتين متزوجات كريمته منيرة زوجة الأمير سعود بن نهار بن سعود بن عبد العزيز آل سعود وكريمتة نوف زوجة الأمير عبد الله بن بندر بن عبد الله بن عبد الرحمن آل سعود.
- الأمير عبد المحسن بن عبد الله بن عبد الرحمن آل سعود.
- الأمير يزيد بن عبد الله بن عبد الرحمن آل سعود. وله من الأبناء الشاعر خالد وفيصل.
- الأمير سعود بن عبد الله بن عبد الرحمن آل سعود له من الأبناء خالد.
- الأمير محمد بن عبد الله بن عبد الرحمن آل سعود
- الأمير سعد بن عبد الله بن عبد الرحمن آل سعود (متوفى) وصلي عليه بجامع الأمير تركي بالرياض 8/ 2 / 1436هـ. له من الأبناء فيصل ونواف وبندر ومحمد
- الأمير محمد بن عبد الله بن عبد الرحمن آل سعود.. وله من الأبناء:-
  - الأمير نواف بن محمد بن عبد الله الذي تزوج ابنه محمد بن نواف من كريمة الأمير بندر بن سعود بن خالد بن محمد بن عبد الرحمن[9]
- الأمير بندر بن عبد الله بن عبد الرحمن آل سعود.[7] وله من الأبناء:-
  - عبد الله بن بندر بن عبد الله بن عبد الرحمن آل سعود، متزوج من ابنة عمه فواز بن عبد الله بن عبد الرحمن.[7]
- سلمان بن بندر بن عبد الله بن عبد الرحمن آل سعود.[7]
- محمد بن بندر بن عبد الله بن عبد الرحمن آل سعود.[7]

### الأخوات
- الأميرة الجوزاء بنت عبد الله بن عبد الرحمن (متوفيه) كانت متزوجة من الملك فهد بن عبد العزيز
- الأميرة الجوهرة بنت عبد الله بن عبد الرحمن زوجة الأمير بندر بن محمد بن عبد العزيز والدة الامراء (نوف، خالد، العنود، نورة، عبد العزيز، محمد)[10]
- العنود بنت عبد الله بن عبد الرحمن  متزوجة من الأمير فيصل بن سعود بن عبد العزيز والدة الاميرات (أمل، عبير، الجوهرة، مشاعل)
- لطيفة بنت عبد الله بن عبد الرحمن متزوجة من محمد أبا الخيل والدة نورة أبا الخيل
- حصة بنت عبد الله بن عبد الرحمن  كانت متزوجة من الملك عبد الله بن عبد العزيز آل سعود.
- الأميرة شيخة بنت عبد الله بن عبد الرحمن آل سعود حرم الأمير سطام بن عبد العزيز بن عبد الرحمن آل سعود أمير منطقة الرياض ولها من الأبناء الأمير عبد العزيز بن سطام بن عبد العزيز آل سعود

### أسرته
متزوج من الأميرة الجوهرة بنت عبد العزيز آل سعود
له من الأبناء:-
- الأمير فهد. رئيس تنفيذي في شركة موارد القابضة[11] حاصل على بكالوريوس الآداب في إدارة الأعمال وشهادة الماجستير من جامعة أريزونا، الولايات المتحدة الأمريكية ورئيس MIG القابضة.
- الأميرة فدوى. متزوجة من الأمير محمد بن نواف بن عبد العزيز آل سعود.
- الأمير سلمان. له من الأبناء الأمير خالد ، الأميرة الجوهرة (متزوجة من الأمير سعود بن خالد بن محمد بن سعود الكبير [12]) .
- الأمير سعود.[13] متزوج من الأميرة هيفاء بنت فيصل بن فهد بن عبد العزيز آل سعود. وهو رجل أعمال حاصل على بكالوريوس في الاقتصاد وعلى ماجستير في إدارة الأعمال وفي الشؤون الدولية. وهو يشغل منصب وكيل ورئيس مجلس إدارة شركة الموارد القابضة، كما يشغل منصب نائب رئيس مجلس إدارة شبكة قنوات أوربت التلفزيونية والراديو. له العديد من المشاركات في إنشاء الشركات والمؤسّسات، وأسهم في مؤتمرات عربيّة وعالميّة.
- الأمير أحمد. متزوج من الأميرة ديما بنت تركي الثاني بن عبد العزيز آل سعود.
- الأميرة نوف، (1962م-2021م) متوفية.[14] متزوجة من الأمير فهد بن سلمان بن عبد العزيز آل سعود.
- الأميرة فهدة. متزوجة من الأمير نايف بن أحمد بن عبدالعزيز آل سعود.

## الوفاة
توفي الأمير خالد بن عبد الله بن عبد الرحمن آل سعود يوم الأربعاء 29 جمادى الأولى 1442 هـ الموافق 13 يناير 2021.

## وصلات خارجية
- الموقع الرسمي لمزرعة جودمونت فارم